# Mykola Matwijenko
Mykola Oleksandrowytsch Matwijenko (ukrainisch Микола Олександрович Матвієнко, wiss. Transliteration Mykola Oleksandrovyč Matvijenko, FIFA-Schreibweise nach engl. Transkription: Mykola Oleksandrovych Matviyenko; * 2. Mai 1996 in Saky) ist ein ukrainischer Fußballspieler, der beim Erstligisten Schachtar Donezk unter Vertrag steht. Der flexible Defensivspieler ist seit März 2017 ukrainischer Nationalspieler.

## Karriere

### Verein
Matwijenko stammt aus der Nachwuchsabteilung von Schachtar Donezk. Sein Debüt für die erste Mannschaft gab der Defensivspieler am 22. August 2015 beim 3:0-Auswärtssieg gegen Arsenal Kiew im ukrainischen Pokal. Sein erstes Spiel in der höchsten ukrainischen Spielklasse bestritt er am 3. Oktober (10. Spieltag) beim 2:0-Heimsieg gegen Tschornomorez Odessa. In dieser Saison 2015/16 kam er in einem weiteren Ligaspiel zum Einsatz.
Nachdem er bis Februar 2017 nur auf zwei Einsätze in der UEFA Europa League 2016/17 und einen im Pokal kam, lieh Schachtar Matwijenko für die restliche Spielzeit 2016/17 an Karpaty Lwiw aus, wo er Spielpraxis auf Erstliganiveau sammeln hätte sollen. Dort war er seit seiner Ankunft gesetzt und bestritt auch Spiele auf dem linken Flügel. Am letzten Spieltag der Saison erzielte er beim 1:1-Unentschieden gegen den FK Sirka Kropywnyzkyj in seinem 14. Einsatz für Karpaty sein erstes Ligator. Zur folgenden Saison 2017/18 wurde er bis zur Winterpause an Worskla Poltawa ausgeliehen, für die er in 15 Ligaspielen zum Einsatz kam. Die Spielzeit beendete er bei Schachtar, absolvierte dort zwei Einsätze in der Liga und gewann diese mit seinem Verein.
In der Saison 2018/19 etablierte er sich unter Cheftrainer Paulo Fonseca zum Rotationsspieler. Am 28. September 2018 (10. Spieltag) traf er beim 6:1-Auswärtssieg gegen seinen ehemaligen Leihverein Karpaty Lwiw erstmals in der Liga für Schachtar. In dieser Spielzeit bestritt er bereits 18 Ligaspiele, in denen er drei Mal traf. Damit trug er nicht unwesentlich zu Titelverteidigung bei und auch beim 4:0-Sieg im Pokalfinale gegen den FK Inhulez spielte er durch. In der folgenden Spielzeit 2019/20 wurde er unter dem neuen Cheftrainer Luís Castro zum Stammspieler in der Innenverteidigung. Insgesamt machte er 26 Ligaspiele, in denen ihm ein Torerfolg gelang.

### Nationalmannschaft
Mykola Matwijenko war für diverse ukrainische Juniorennationalmannschaften im Einsatz, unter anderem für die U19 bei der U19-Europameisterschaft 2015 in Griechenland. Am 24. März 2017 debütierte er bei der 0:1-Auswärtsniederlage im Qualifikationsspiel zur Weltmeisterschaft 2018 gegen Kroatien in der A-Auswahl.
Bei der Europameisterschaft 2021 stand er im Aufgebot der Ukraine, die im Viertelfinale gegen England ausschied.

## Erfolge
Schachtar Donezk
- Ukrainischer Meister: 2017/18, 2018/19, 2019/20
- Ukrainischer Pokalsieger: 2015/16, 2016/17, 2017/18, 2018/19

## Privates
Matwijenkos älterer Bruder Dmytro (vormals Dmytro Matwijenko) ist ebenfalls professioneller Fußballspieler und seit der Annexion der Krim 2014 russischer Staatsbürger.